# Sistema de vigilància i defensa de la costa de Mallorca

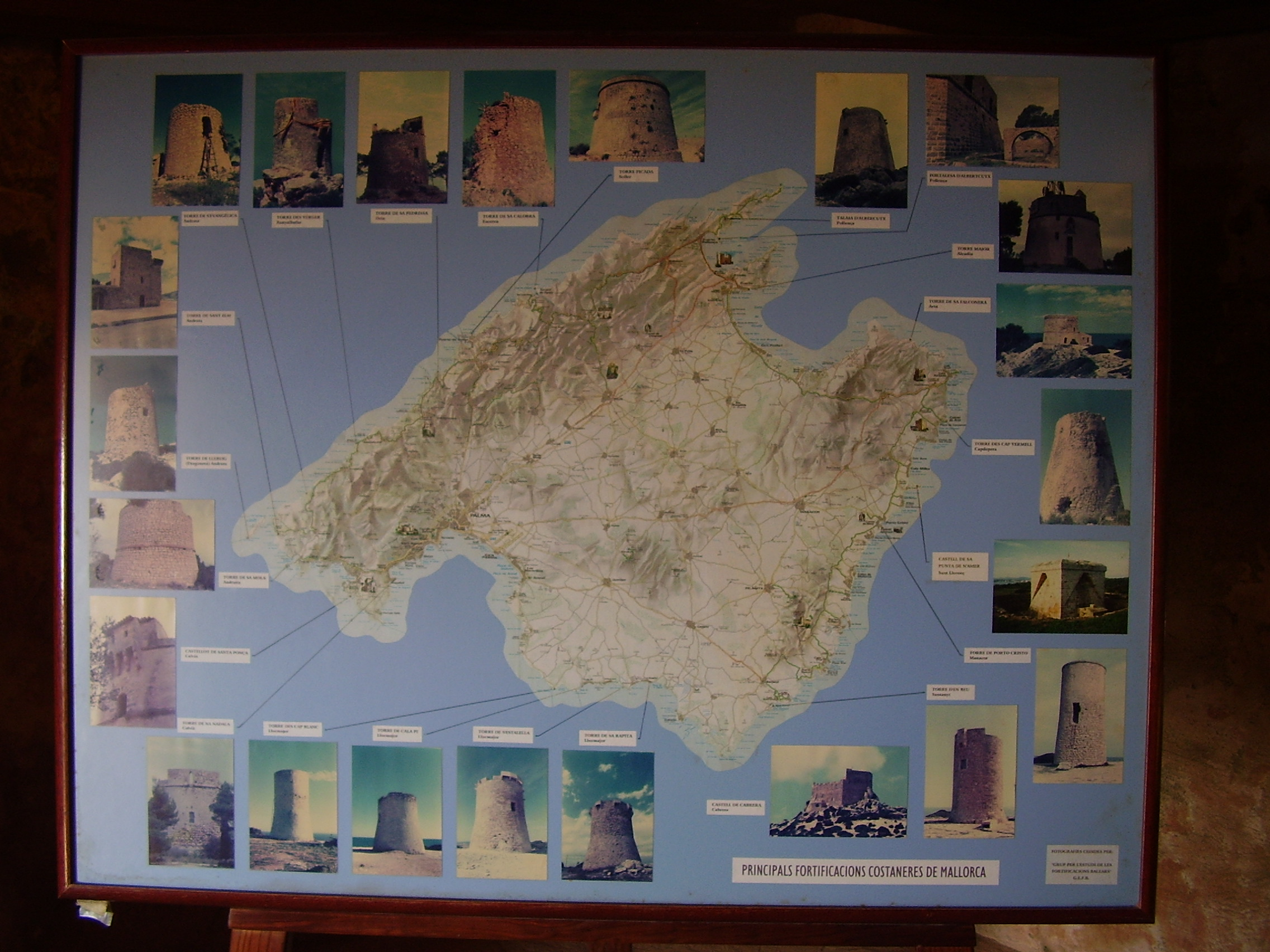
Mapa de les principals fortificacions costaneres de Mallorca

L'illa de Mallorca comptava amb un sistema de vigilància i defensa de la costa format per un conjunt nombrós de talaies i torres repartides entorn de tota la costa que tenien com a finalitat vigilar la presència d'enemics per estar preparats davant una possible invasió o, al més sovint, incursió pirata. Constituïen una autèntica xarxa de torres que circumval·laven Mallorca i formaven un conjunt d'enllaços i senyals a base de senyals de foc i fum. Si bé a l'edat mitjana ja hi havia talaies a l'illa, la major part de les torres i en general tot el sistema fou ideat i duit a terme al segle xvi, i al llarg dels segles següents fou completat per fortificacions més modernes.

## Història
La mar Mediterrània sempre havia estat una mar perillosa per la presència de pirates, ja a l'edat antiga. Per la defensa d'aquest perill ja hi havia fortificacions costaneres a l'edat mitjana, com ara el castell del Rei a Pollença, el castell de Capdepera, el castell de Santueri a Felanitx i la torre de Sant Elm, i també moltes de torres privades dins possessions. No obstant això, amb la irrupció de l'Imperi Otomà a la Mediterrània a les acaballes de l'edat mitjana, i especialment a partir de Solimà el Magnífic, el perill esdevengué molt més gran, i la monarquia hispànica comprengué, principalment després de la presa de Rodes, que calia dirigir de nou els interessos cap a la Mediterrània. A la Mediterrània occidental, la presa d'Alger el 1516 comportà el naixement d'una base naval corsària de l'Imperi Otomà, i totes les incursions otomanes importants a les Balears són posteriors a aquesta data. Així, nasqué tota una nova política de fortificació de les localitats costaneres dels dominis hispànics i es repensaren totes les estratègies i les polítiques: hom comprengué que, si calia mantenir poblat el Regne de Mallorca, calia idear un pla total de defensa, coordinat entre les tres illes (aleshores Formentera romania despoblada). Així, a més de modernitzar la marina de guerra i fortificar les principals ciutats (Palma, Alcúdia, Eivissa, Ciutadella i Maó), es creà un sistema de vigilància i defensa de les tres illes per mitjà de torres de defensa que comunicassin amb la ciutat per estar prevenguts de les possibles incursions, el qual fou ideat i finançat amb fons públics per mitjà del reial patrimoni, la Universitat del Regne i les universitats de les viles.

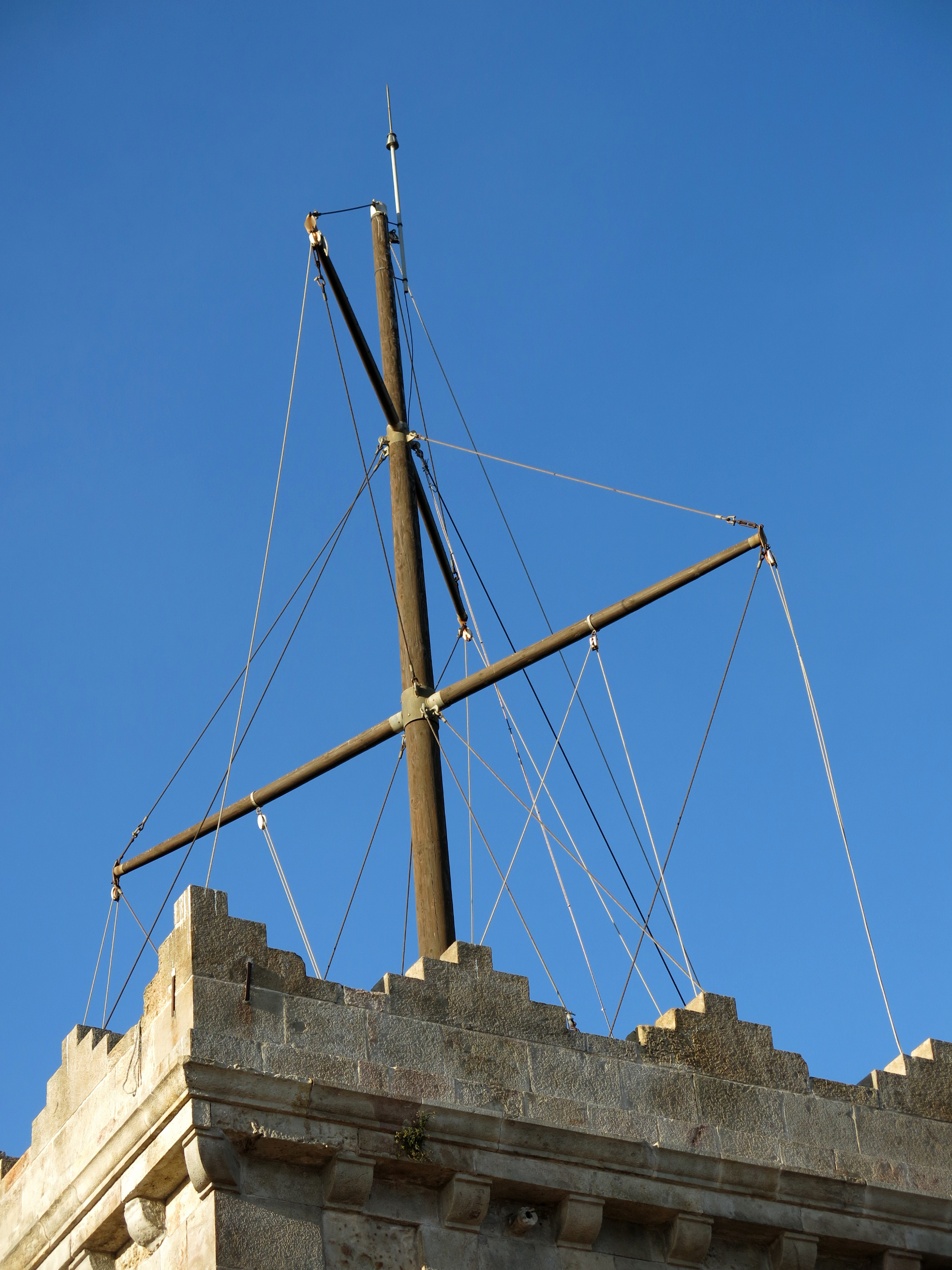
Sistema de telegrafia òptica al Castell de Montjuïc, anàleg al sistema de comunicacions de foc i fum de les torres

Fins llavors, havia existit també un pla de vigilància de la costa, constituït per barraques d'aixopluc pels vigilants situades en punts elevats de la costa (topònims com la Talaia Freda d'Artà, la Talaia d'Alcúdia o la Talaia Vella de Valldemossa, referits al puig i no a una torre, testimonien aquesta pràctica) i amb un sistema de comunicació per rams o branques. La ideació del nou mètode es precipità atesos els grans saquejos contra les viles del Regne entre 1519 i 1561: Andratx el 1519, Santanyí el 1531, Pollença el 1550, Valldemossa el 1552, Andratx el 1553 i Sóller el 1561. Així doncs, deixant de banda els castells i les poques torres preexistents, les primeres torres es començaren a construir cap a 1570. La prioritat fou la creació d'una xarxa perimetral de talaies que permetessin la identificació dels perills i la comunicació amb la resta de l'illa per transmetre l'avís de socors. Així, durant el decenni de 1575 i 1585 es construí la major part del sistema de comunicació perimetral mitjançant torres, les darreres de les quals foren les del terme d'Escorca (Torre de Tuent 1596, Torre de Lluc 1605), perquè era el més inhòspit i el menys poblat (de fet, la comunicació entre Escorca i Pollença no s'arribà a completar mai). Posteriorment, l'estructura s'aniria completant amb torres auxiliars que permetien l'observació i la defensa de ports i cales concrets, més perillosos perquè podien acollir el desembarcament de més vaixells. Fins i tot s'arribà a idear un pla de refugi i protecció de la població de Mallorca, en cas de patir una invasió com la de Menorca el 1558: en cas d'amenaça major, es transferiria tota la població a la Serra de Tramuntana, protegida per murades naturals, i els homes d'armes se situarien en els passos de muntanya per evitar l'atac dels invasors.
Sembla que el sistema de comunicació per mitjà de senyes fou encarregat a Joan Binimelis i Garcia pel seu coneixement de la geografia mallorquina, atès que havia confeccionat mapes de Mallorca, Menorca i Cabrera per encàrrec del virrei Lluís de Vic i una descripció geogràfica de l'illa de Mallorca, part de la Història general del Regne de Mallorca, per encàrrec dels Jurats. Aquest sistema funcionava a base de senyals de foc i fum, i posteriorment fou substituït per un de molt semblant per mitjà de tirs de canó sense bala.

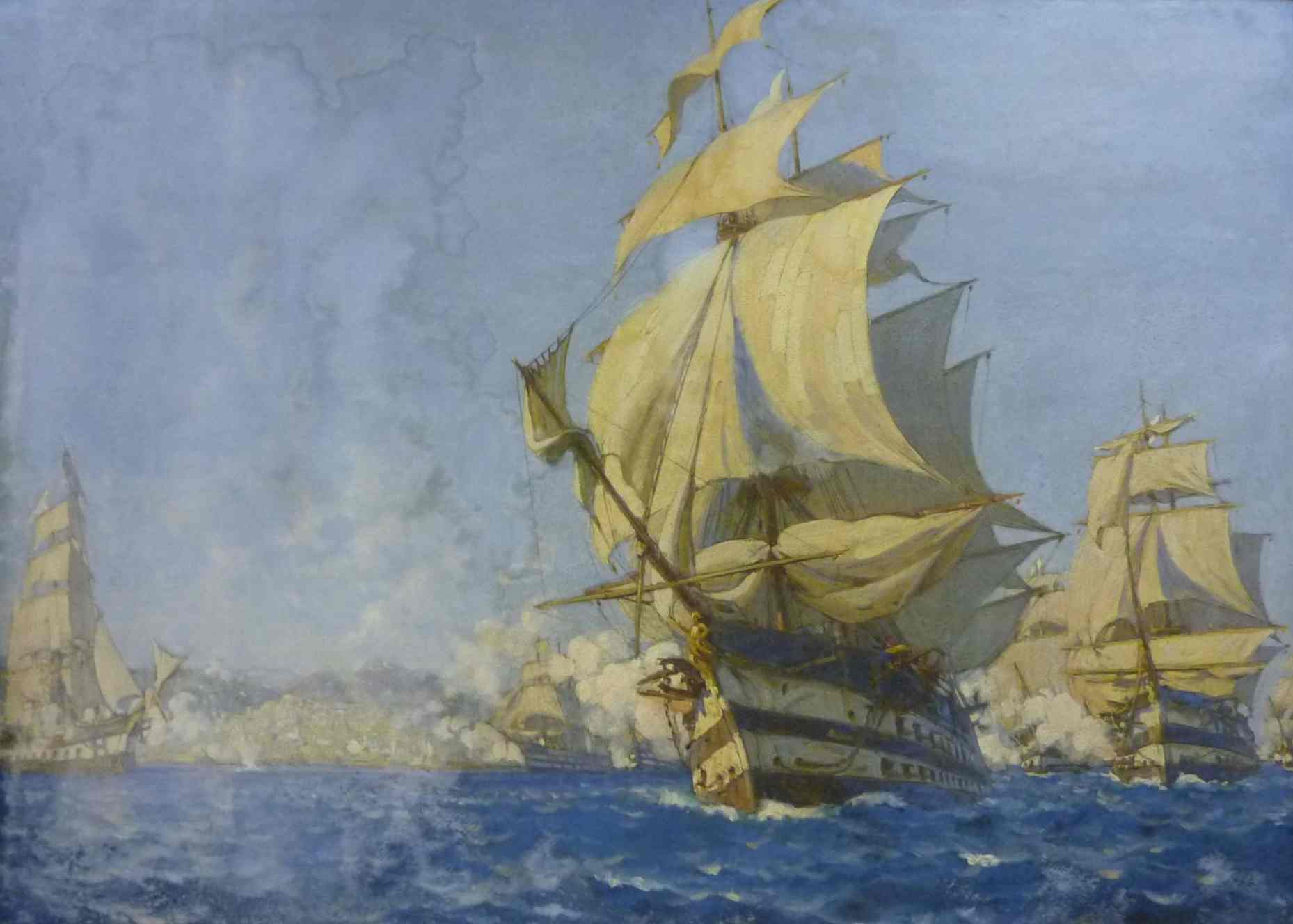
Conquesta d'Alger (1830)

Al llarg dels segles xvii i xviii, baldament el nombre d'incursions disminuí (tal vegada gràcies a l'eficàcia del projecte), es continuaren construint torres i altres fortificacions, adaptades a les innovacions en artilleria. Finalment, però, la pirateria a la Mediterrània esdevengué marginal, en part gràcies a les gestes del Capità Toni, almirall mallorquí, a final del segle xviii, i de manera definitiva a partir de la presa d'Alger, que suposà el final de l'ocupació otomana del nord d'Àfrica. D'aquesta manera tot el sistema esdevengué innecessari, i totes les torres passaren a Hisenda el 1867 per ser venudes a particulars. Solament es mantengueren les fortificacions més modernes, adaptades a l'artilleria del moment, com ara el Castell de Sant Carles, a l'hora que es construïren, principalment, bateries d'artilleria, però també noves fortificacions, com el Fort d'Illetes o el Fort del Cap Enderrocat, a final del segle xix, o la línia Tamarit, els anys quaranta, per fer front a un altre tipus d'invasions.

## Sistema de vigilància i comunicació
Anteriorment, en comptes de torres, hi havia hagut altres construccions per la vigilància de la costa, com ara les torres dels campanars i també barraques expressament edificades als pujols de ran de mar, on s'enviava un vigilant en els moments de més gran incertesa, quan s'esperava un possible atac. L'existència de talaiers i guardes secrets complementaris als torrers continuà existint després de la construcció de les torres, que amb el temps es reciclà com a cos de vigilància davant les epidèmies i el contraban, i efectivament es dissolgué integrat dins el cos de carabiners.
El nou sistema es basava una xarxa de torres de guaita que circumval·laven el perímetre de Mallorca i que es comunicaven per mitjà de senyals de foc, de nit, i de fum, de dia, transmetent la informació de torre en torre, fins a arribar a la Torre de l'Àngel, on la informació estava centralitzada i on hi havia els principals contingents de defensa. El sistema de comunicació tenia una certa limitació, però permetia saber el nombre de vaixells, el seu moviment i l'origen del perill, en funció del nombre i la durada dels focs que s'encenien. L'objectiu era controlar les embarcacions sospitoses i avisar dels seus moviments, transmetre avisos de socors i, arribat el cas, avisar en cas d'una invasió més significativa. L'encarregat de dissenyar aquest projecte fou el doctor Joan Binimelis, pel seu coneixement de la geografia mallorquina, entorn de 1590.

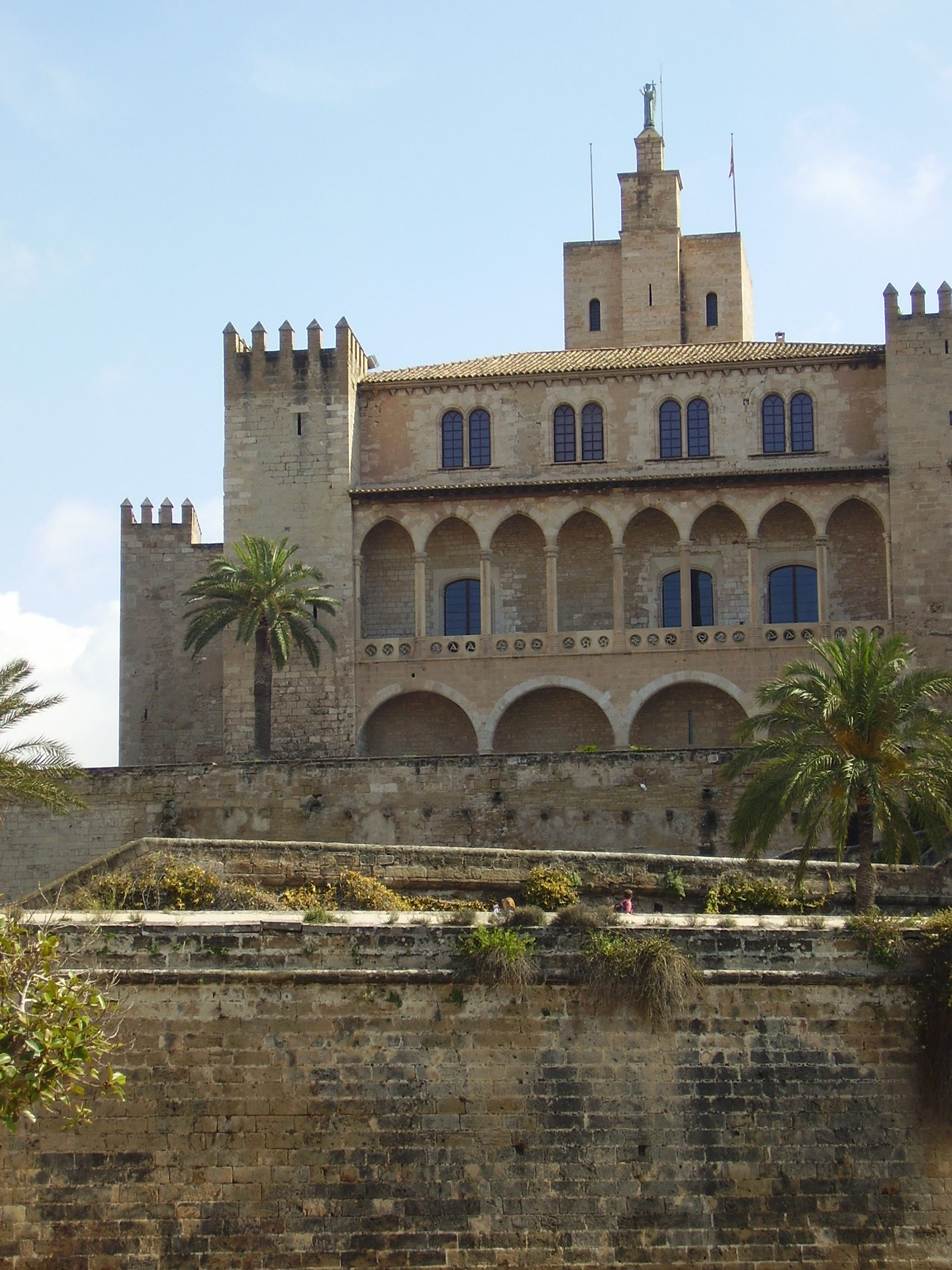
La Torre de l'Àngel coronant el Palau de l'Almudaina

Val a dir que la comunicació perimetral era interrompuda entre Pollença i Escorca, de manera que la Torre de Cala Sant Vicenç i la Talaia d'Albercuix no tenien comunicació amb la Torre de Lluc. D'aquesta manera, els senyals de Pollença anaven en direcció a Artà, d'allà al Cap de les Salines i d'allà a Palma, mentre que els senyals de Lluc anaven cap a la Dragonera, d'allà cap a Cala Figuera i finalment també a Palma. El motiu és que no s'arribà mai a construir cap torre a la Punta Bèquer, a Ariant (Pollença), que hauria conformat un punt intermedi de visibilitat i hauria permès passar els senyals de la torre de Lluc a la d'Albercuix.
A més de la comunicació, l'estructura també preveia la defensa de la costa, oferint armament als torrers però, sobretot, per mitjà d'artilleria, responsabilitat també del torrer. Tot i així, les que eren situades en un lloc més elevat, com la Talaia Moreia, la Talaia d'Albercuix o la Talaia d'Alcúdia, no eren pensades per albergar cap peça d'artilleria, perquè eren situades massa enfora d'un hipotètic blanc, i per això tenien una estructura més lleugera que no permetia suportar cap canó. En el cas de la Torre d'Illetes, calgué construir-hi un folre per poder col·locar-n'hi un. Per altra banda, les torres i fortificacions auxiliars, prescindibles per la comunicació perimetral, generalment tenien com a funció principal la defensa, i efectivament tenen un aspecte més robust, com ara la Torre d'Albarca, la Torre Major d'Alcúdia o la Torre Esbucada de Capdepera.

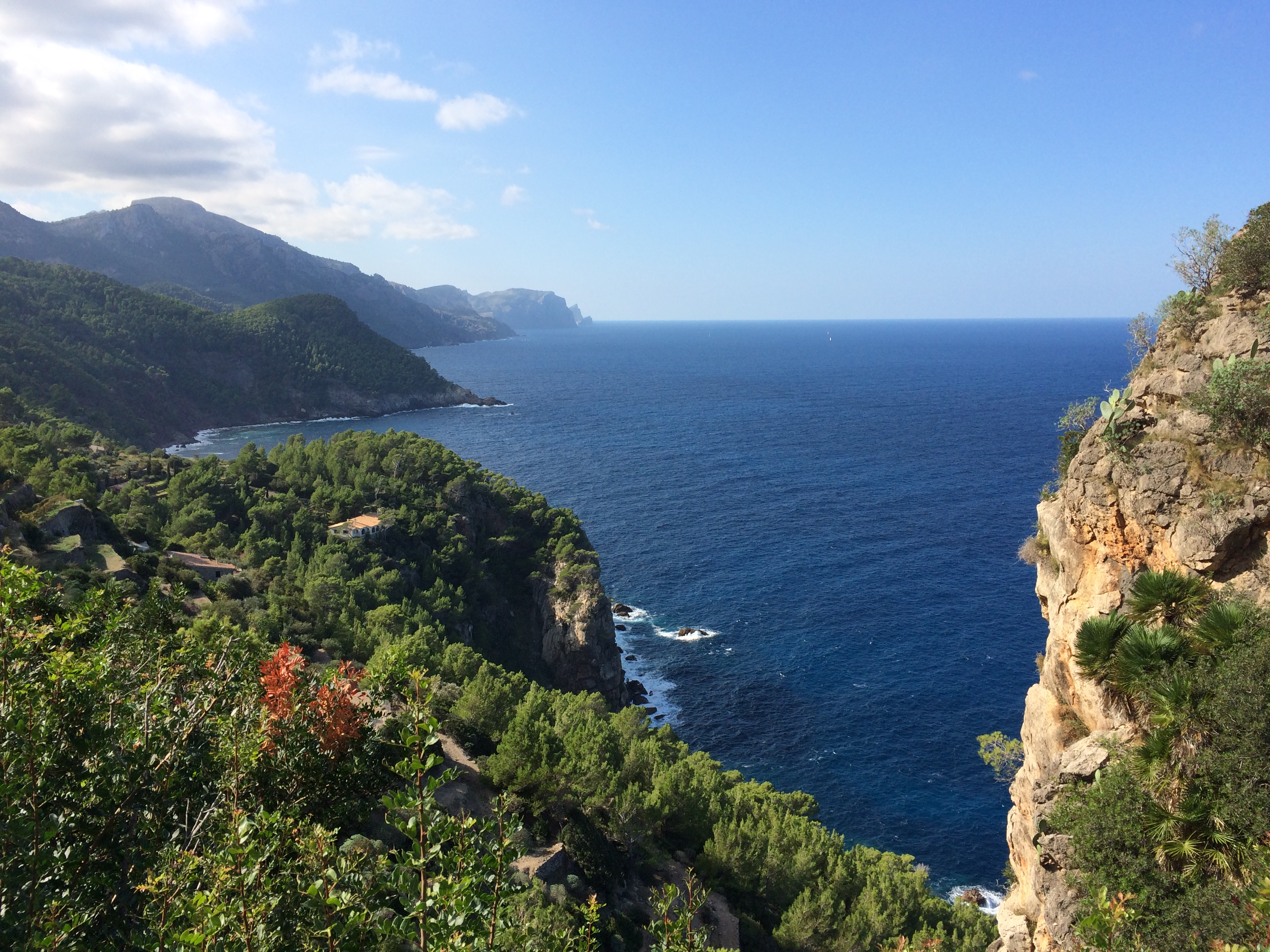
Vistes de la Torre del Verger

L'encarregat de vetlar era el torrer, que sempre anava en parella, de manera que cada torre tenia dos torrers, que alternaven la vigilància. El 1550 es va promulgar la primera reglamentació de caràcter general per als talaiers, seguida d'altres el 1655 i 1669, però la més coneguda és la de 1719, les Odenances de les torres de focs del Regne, signada pel marquès de Casa Fuerte, Juan de Acuña y Bejarano, inspirades en les disposicions de Joan Binimelis. Els torrers havien d'encendre un foc per cada nau avistada, o un de sol durant 15 minuts si eren més de 10.

## Les construccions
Tècnicament, les construccions destinades exclusivament a la vigilància són talaies, mentre que, si també tenen una funció defensiva, es fa servir el genèric torre. No obstant això, com que les talaies també són torres, sovint es fan servir els dos termes indistintament.

### Torres i talaies de comunicació perimetral
Aquestes són les torres indispensables per transmetre la informació d'una talaia a la següent. La seva localització prioritzava la visibilitat a llarga distància, i sovint no tenien bona visió sobre les cales i els ports.
| Torre                     | Terme             | Localització                         | Construcció | Estat                   | Observacions |
| ------------------------- | ----------------- | ------------------------------------ | ----------- | ----------------------- | --- |
| Torre de Lluc             | Escorca           | Entre el Puig Roig i la Calobra      | 1605        | Ruïnós                  | |
| Torre de la Mola de Tuent | Escorca           | Entre la Calobra i Cala Tuent        | 1596        | Restaurada recentment   | |
| Torre de na Seca          | Escorca/Fornalutx | Entre la Costera i Bàlitx d'Avall    | 1582        | Ruïnós                  | |
| Torre Picada              | Sóller            | Entre les Puntes i el Port           | 1614-1622   | Bo                      | Bastida per substituir la torre del Coll del Cingle (1557-1623)                                                                |
| Torre de Valldemossa      | Valldemossa       | A prop de l'Ermita                   | 1579        | Bo                      | |
| Torre del Verger          | Banyalbufar       | Al Coll del Verger                   | 1579        | Restaurada (1995, 2018) | |
| Torre de na Pòpia         | Andratx           | la Dragonera                         | 1580        | Destruïda (1850)        | Enderrocada per la construcció del far vell de na Pòpia                                                                        |
| Torre del Cap Andritxol   | Andratx/Calvià    | Cap Andritxol                        | 1582        | Restaurada (2002)       | |
| Torre de Malgrats         | Calvià            | Davant les illes Malgrats            | 1585        | Destruïda (1877)        | |
| Torre de Rafalbeig        | Calvià            | Entre el Toro el Cap de Cala Figuera | 1576        | Destruïda (1952)        | Enderrocada perquè interferia a la línia d'una bateria militar. Es conserva la base de la torre.                               |
| Torre de Cala Figuera     | Calvià            | Al cap de Cala Figuera               | 1579        | Ruïnós                  | |
| Torre d'Illetes           | Calvià            | Illa de la Torre                     | 1580        | Restaurada (2018)       | |
| Torre de l'Àngel          | Palma             | Al palau de l'Almudaina              | Segle xi    | Bo                      | Era el punt on conduïen les senyes de totes les torres, perquè era el centre del poder militar de l'illa.                      |
| Torre del Cap Enderrocat  | Llucmajor         | Al Cap Enderrocat                    | 1579        | Destruïda (1898)        | Enderrocada per la construcció del Fort del Cap Enderrocat                                                                     |
| Torre del Cap Blanc       | Llucmajor         | Al Cap Blanc                         | 1579-1584   | Bo                      | |
| Torre de l'Estelella      | Llucmajor         | A l'Estanyol de Migjorn              | 1577        | Bo                      | |
| Torre de la Ràpita        | Campos            | A la Ràpita                          | 1595        | Bo                      | |
| Torre del Port de Campos  | les Salines       | A la Colònia de Sant Jordi           | 1583        | Destruïda (1900)        | Dona nom a la plaça on es trobava.                                                                                             |
| Torre de na Gosta         | Santanyí          | Al Cap de les Salines                | 1590        | Destruïda (1938)        | Enderrocada per substituir-la per una torre de telemetria                                                                      |
| Torre d'en Beu            | Santanyí          | A Cala Figuera                       | 1559        | Restaurada recentment   | |
| Torre de Portocolom       | Felanitx          | A Portocolom                         | 1570        | Destruïda (1919)        | Es conserven les primeres filades, amb un vèrtex geodèsic damunt.                                                              |
| Torre de Cala Manacor     | Manacor           | Al Port de Manacor                   | 1577        | Reconstruïda (1960)     | Destruïda parcialment durant el Desembarcament del capità Bayo pel bombardeig de les forces franquistes i reconstruïda el 1960 |
| Torre del Cap Vermell     | Capdepera         | A prop de Canyamel                   | 1577        | Restaurada recentment   | Bastida uns 500 metres més enrere que la torre vella                                                                           |
| Talaia de Son Jaumell     | Capdepera         | Entre Cala Agulla i Cala Mesquida    | 1581        | Ruïnós                  | |
| Talaia Moreia             | Artà              | Al Cap de Ferrutx                    | 1580        | Bo                      | |
| Talaia d'Alcúdia          | Alcúdia           | Al cim de la Talaia d'Alcúdia        | 1567        | Destruïda (1936)        | Es conserven les primeres filades, amb un vèrtex geodèsic damunt.                                                              |
| Talaia d'Albercutx        | Pollença          | A la Península de Formentor          | 1595        | Restaurada recentment   | Entorn de la talaia hi ha tot un sistema de vigilància militar del segle xx.                                                   |

### Torres auxiliars
Aquestes torres tenien la funció de vigilar determinats punts clau de la defensa litoral, en cas que cap altra torre no hi tengués bona visibilitat, i generalment tenien contacte visual solament amb una altra torre, i en certs casos (com el de la Torre d'en Beu) amb cap altra torre. D'altres eren simplement torres de defensa i no feien senyals.
- Torre de la Calobra o Torre del Bosc (Escorca): construïda el 1605 a la part alta de la Calobra per guardar aquest port. En estat de ruïna.
- Torre del Forat (Escorca): construïda cap a 1610 i situada a llevant de Cala Tuent per guardar aquest port. En estat de ruïna.
- Castell del Port de Sóller (Sóller): torre bastida cap al 1545 per defensar el Port.
- Torre de la Pedrissa (Deià): bastida el 1614 i situada entre la Foradada i Cala Deià per protegir aquesta cala. En bon estat.
- Torre Nova de l'Evangèlica (Andratx): construïda el 1617 entre Estellencs i Andratx. En bon estat.
- Torre de Cala en Basset (Andratx): bastida el 1583 a Cala en Basset per protegir aquesta cala i Cala en Rigau. En bon estat.
- Torre de Llebeig (Dragonera): bastida el 1585 al punt més occidental de la Dragonera per defensar Cala Llebeig. Restaurada recentment.
- Torre de Sant Francesc (Andratx): construïda el 1739 dels pescadors del port d'Andratx per protegir-se dels atacs pirates. Convertida en habitatge particular.
- Torre de Sant Elm: torre construïda per defensar l'hospital de Sant Elm, que al segle xvi es tancà i la torre es mantengué per defensar el port de Sant Elm.
- Torre de la Mola (Andratx): construïda el 1580 per defensar el Port. Restaurada el 2017.
- Castellot de Santa Ponça (Calvià): construïda cap al 1755 entre les Rotes Velles i Santa Ponça per defensar aquest port natural. Restaurada recentment.
- Torre de Portals Vells (Calvià): bastida cap a 1585 per defensar Portals Vells. En bon estat.
- Torre de la Porrassa (Calvià): bastida el 1615 i situada a Magaluf, davant l'illot de la Porrassa. En bon estat.
- Torre de Senyals o de Portopí (Palma): construïda el segle xiii fent parella amb la Torre de Paraires per protegir Portopí. El 1612, arran de la construcció de la fortalesa de Sant Carles, el far de Portopí es va traslladar del seu emplaçament originari i es va situar sobre l'antiga torre de Portopí. En bon estat.
- Torre de Paraires (Palma): construïda el segle xiii fent parella amb la Torre de Paraires per protegir Portopí. En bon estat.
- Torre d'en Pau (Palma): bastida el 1666 al Coll d'en Rabassa i esbucada el segle xix per construir-hi el fortí que hi ha actualment, reconvertit en parc.
- Torre de Cala Pi (Llucmajor): construïda el 1659 per defensar Cala Pi. Restaurada el 2018.
- Torre de la Roca Fesa (Santanyí): bastida entre 1663 i 1667 a Cala Santanyí per defensar aquesta cala i Cala Llombards. Restaurada recentment.
- Torre de Portopetro (Santanyí): torre fortificada bastida el 1627.
- Torre del Port Vell (Son Cervera): bastida el 1751 i situada a Cala Bona. En bon estat.[14]
- Torre Cega (Capdepera): construïda cap a 1577 i esbucada el 1917, quan els Marc construïren la seva vil·la de Cala Gat. Pren aquest nom del fet que no tenia obertures.[15]
- Torre Esbucada (Capdepera): construïda el 1751 i situada a Cala Rajada. Parcialment esbucada, d'ençà de l'atac del corsari Thomas Cochrane el 1808.[16]
- Torre d'Albarca (Artà): bastida el 1751 i situada davant el Faralló d'Albarca. En bon estat.
- Torre Major d'Alcúdia (Alcúdia): bastida el 1599 per defensar el Port i situada davant Alcanada. Restaurada el 2018.
- Torre de Cala Sant Vicenç (Pollença): bastida el 1571 per defensar la cala i esbucada el 1952.

### Altres torres

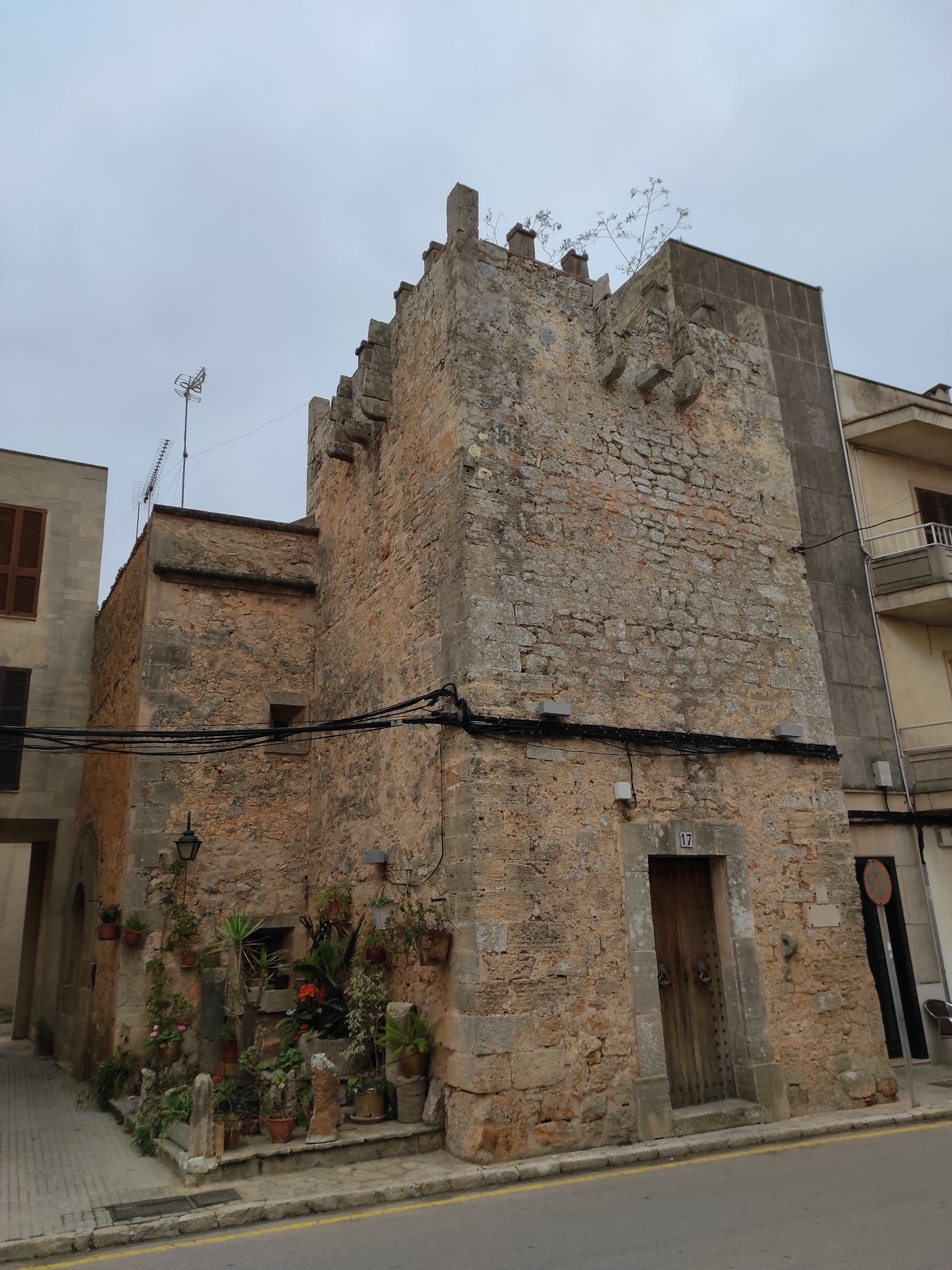
Torre de Can Barberà

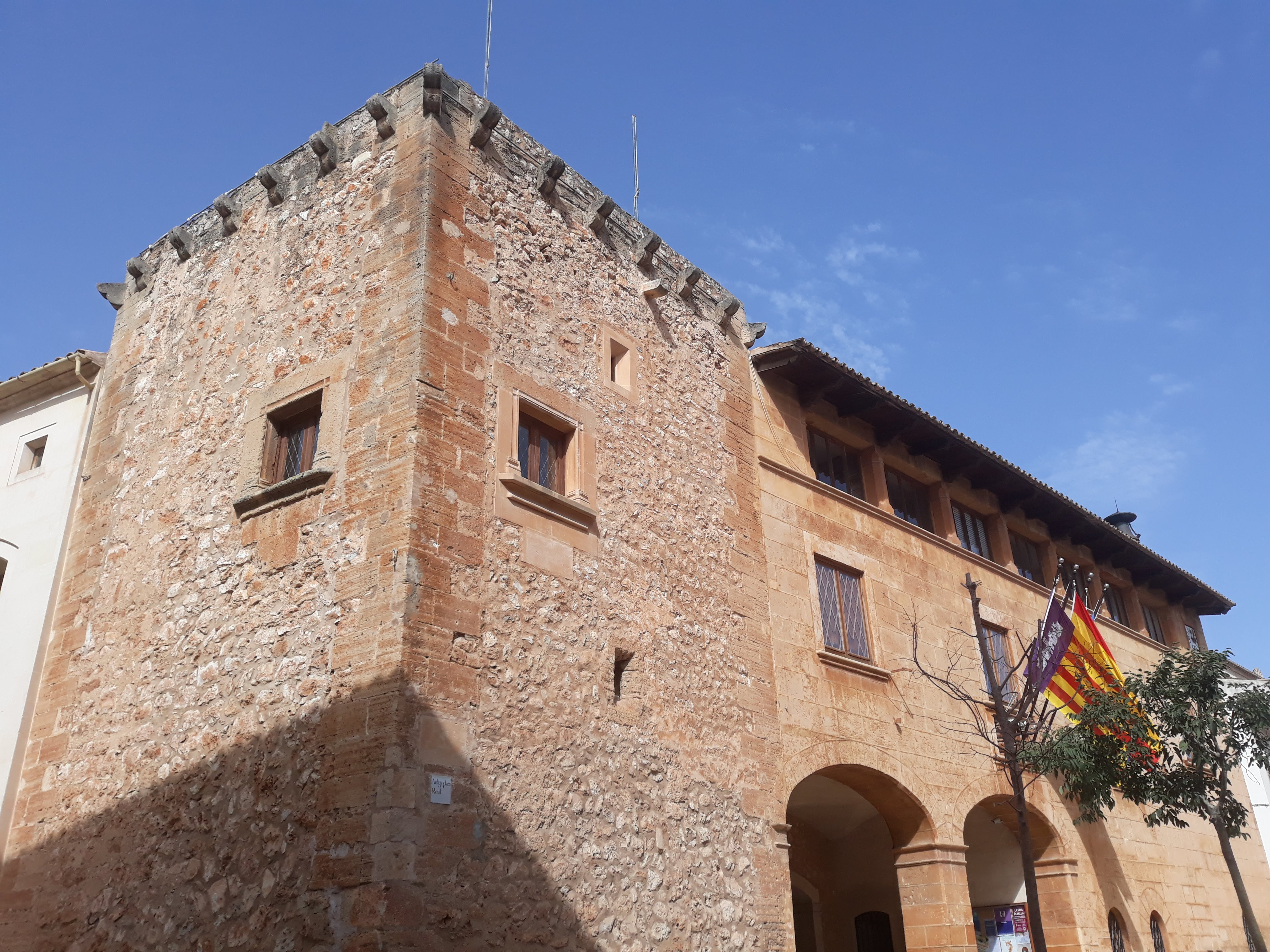
Torre de Can Cos

A més de tot aquest entramat de torres que podríem dir públiques, els particulars també construïren defenses particulars per protegir-se en cas d'atac, atès que les operacions de pillatge en indrets rurals eren molt més habituals. Així, moltes de possessions pròximes a la mar eren fortificades amb una torre per defensar-se i resguardar-se en cas d'atac, com ara l'Àguila, Capocorb, la Vall o la Devesa de Ferrutx.
- Torre Desbrull (Pollença): torre de l'antiga casa dels Desbrull dins la vila de Pollença.[17]
- Torre de Canyamel (Capdepera): torre fortificada de la possessió de Canyamel.[18]
- Torre dels Enagistes (Manacor): edifici medieval, de caràcter defensiu i residencial, situat entre la vila de Manacor i el Port.
- Torre de Can Barberà (les Salines): torre de defensa del segle xvii integrada dins el nucli urbà de les Salines.
- Torre de Can Bragues (Campos): torre de defensa del segle xvi integrada dins el nucli urbà de Campos.[19]
- Torre de Can Cos (Campos): torre de defensa del segle xvii integrada dins el nucli urbà de Campos.[20]
- Torre de So na Gaiana (Andratx): una de les cinc torres de defensa que defensaven la vila d'Andratx, que fou la que patí més atacs corsaris de tot Mallorca.[21]
- Torre d'en Telm Alemany (Estellencs): torre de defensa del segle xvi que defensava la vila d'Estellencs.
- Torre de l'Església d'Estellencs (Estellencs): torre de defensa del segle xvi que defensava la vila d'Estellencs, posteriorment convertida en el campanar de l'església.
- Torre de la Baronia (Banyalbufar): torre de defensa de la casa de la Baronia de Banyalbufar, integrada dins el nucli de Banyalbufar.
- Castell del Moro (Deià): fortificació d'origen i funció desconegudes.
- Torres de Llucalcari (Deià): les cinc grans cases del llogaret tenien una torre pròpia, de les quals en resten tres.
- Torre de Fornalutx (Fornalutx): torre de defensa del segle xvii integrada dins el nucli urbà de Fornalutx.[22]

### Fortificacions
- Fortalesa d'Albercutx o de l'Avançada (Pollença): fortalesa bastida el 1683 damunt una antiga torre fortificada de 1628.
- Fort de Manresa (Alcúdia): fort construït el 1751.
- Canó del Moro o reducte de la Penya Roja: lloc de defensa i aguait construït a recer d'un penyal del cap del Pinar del qual ja hi ha referències el segle xvi.
- Torre de la Punta de n'Amer: bastida el 1696, és una torre fortificada amb fossat i preparada per l'artilleria defensiva. Es troba a la localitat costanera de la Coma.
- Fortí de Cala Llonga: bastit el 1740 i reconstruïda a final de segle, constituïa una guarnició per vint homes.

El Fort del Cap Enderrocat, projectat el 1892 amb la finalitat de poder creuar focs amb el castell de Sant Carles, el Fort de la Torre d'en Pau i el Fort d'Illetes, tots dos de 1898, corresponen a una cronologia i una finalitat totalment diferents, però s'engloben en la mateixa tipologia d'elements de defensa de la costa.

### Castells
- Castell de Pollença: castell roquer ja documentat en la defensa de l'illa durant la conquesta catalana de 1229.
- Castell d'Artà: castell d'època islàmica que es troba al cap curucull de la vila d'Artà.
- Castell de Capdepera: castell bastit el segle xiii per ordre del rei Jaume II que es troba al cap curucull de la vila de Capdepera.
- Castell de Santueri: ja documentat en la defensa de l'illa durant la conquesta catalana de 1229.
- Castell de Cabrera: la primera referència és del segle xv.
- Castell de Bellver: castell gòtic del segle xiv situat ben a prop de la ciutat.
- Castell de Sant Carles: fou bastit entre 1610 i 1612.

### Murades
- Murades d'Alcúdia: la ciutat d'Alcúdia compta amb un recinte murat del segle xiv ençà.
- Murades de Santanyí: la vila de Santanyí comptà amb un petit recinte murat bastit el segle xvi, del qual avui en dia no en resta més que una de les portes, la Porta Murada.
- Murades de Palma: la ciutat de Mallorca ha tengut murades de la fundació en temps dels romans ençà. Les darreres foren les renaixentistes, començades a les acaballes del segle xvi i acabades entre els segles xvii i xviii.